# Rusificarea Ucrainei

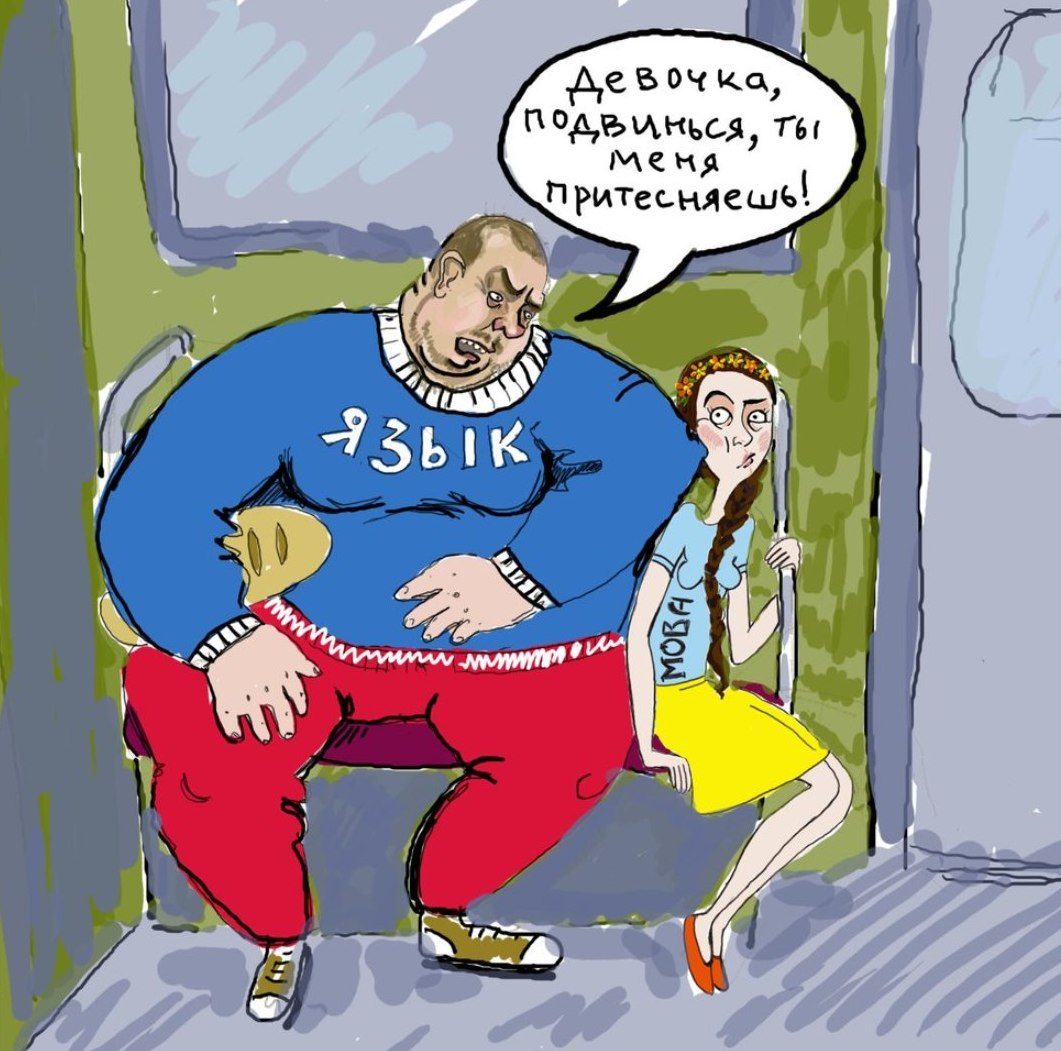
Caricatură politică. Limba rusă către cea ucraineană: „Dă-te puțin mai încolo, fetițo! Mă deranjezi!”

Rusificarea Ucrainei a fost un set de acțiuni care au avut ca scop întărirea avantajului național-politic rusesc în Ucraina, prin învățământ, cultură, administrație sau justiție.

## Rusificarea în timpul Imperiului Rus
Vedeți și: Ukazul din Ems
Omul de știință Vladimir Ivanovici Verdnadski scria: „În secolele al XVII-lea și al XVIII-lea relațiile ruso-ucrainene erau deja reduse la absorbirea și digerearea de către Rusia a Ucrainei ca pe un corp politic străin, iar baza vieții culturale locale (școala, libertatea presei) și diferențele etnografice erau în curs de lichidare”.
În conformitate cu recensământul din Imperiul Rus din 1897, doar 11,7% din locuitorii Ucrainei de răsărit (Malorusia) se considerau ruși. În acel an populația urbană a Ucrainei reprezenta doar 16% din totalul populației, iar cei mai mulți cunoscători ai limbii ruse au fost înregistrați în zonele urbane, ceea ce înseamnă că în zonele rurale limba rusă nu era practic cunoscută. 
În 1923, proporția de ucraineni în centrele industriale din RSS Ucraineană era de 38% în Harkiv, 28% în Zaporijjea și 16% în Katerînoslav. În 1933, ca urmare a procesului de urbanizare, aceste cifre au crescut la 50%, 56%, respectiv 48%. Per total, populația ucraineană a scăzut de la aproximativ 95% la începutul secolului al XIX-lea la aproximativ 80% din totalul populației la sfârșitul aceluiași secol.

## Rusificarea RSS Ucraineană
După scurta perioadă a indigenizării, rusificarea Ucrainei s-a accentuat în deceniile al patrulea, al cincilea și al șaselea. 
- După invadarea Poloniei și alipirea ținuturilor sale vestice la RSS Ucraineană, au fost închise numeroase școli cu predare în limba ucraineană.[2]
- În 1946, Sovietul Ministerial al Uniunii Sovietice a emis hotărârea cu privire la noua ortografie ucraineană, care să o apropie de cea rusă.
- În 1958, prin decizia plenului CC al PCUS s-a aprobat transformarea școlilor ucrainene în școli cu predarea în limba rusă. [3]

Din 1.512 titluri de carte publicate în 1968 la editura Academiei de Științe a RSS Ucrainene, 1.211 (80,1%) au fost în limba rusă și doar 279 (16,6%) în limba ucraineană. Titlurile în limba ucraineană dețineau majoritatea doar în secțiunea „științe sociale”: 146 față de 92 în limba rusă. Toate cele 616 lucrări de masterat sau doctorat la toate secțiile Academiei au fost tipărite exclusiv în limba rusă. În 1970, în conformitate cu datele oficiale, limba ucraineană era limbă maternă sau era cunoscută ca a doua limbă de 37,1 milioane de cetățeni, adică 79% din totalul populației.

## Rusificarea în timpul războiului ruso-ucrainean
De la izbucnirea războiului ruso-ucrainean în 2014 și, în mare măsură, de la începutul invaziei ruse în 2022, interesul pentru limba, cultura și istoria ucraineană a crescut semnificativ în societatea ucraineană. În același timp, există o respingere masivă și uneori ostilitate față de limba rusă. Sprijinul pentru ideea de a acorda limbii ruse un statut oficial în întreaga Ucraină sau în unele dintre regiunile sale a atins cel mai scăzut nivel din întreaga perioadă analizată.
În același timp, Rusia urmărește o politică de rusificare forțată a teritoriilor ucrainene pe care le ocupă: școlile predau exclusiv în limba rusă, chiar și în așezările în întregime vorbitoare de ucraineană, iar manualele ucrainene sunt interzise. Potrivit unui raport al organizației pentru drepturile omului Human Rights Watch, Rusia îndoctrinează școlarii din teritoriile ocupate cu propagandă antiucraineană, iar oficialii ruși au luat și continuă să ia măsuri pentru a elimina limba ucraineană, încălcând o serie de dispoziții ale dreptului internațional. Copiii ucraineni deportați forțat în Rusia sunt, de asemenea, supuși rusificării.